# Kim Bo-ae
Kim Bo-ae (kor. 김영애; ur. 21 kwietnia 1951, zm. 9 października 2017) – koreańska aktorka, modelka i poetka.

## Życiorys
Ukończyła Seorabeol Arts University. W 1956 debiutowała jako aktorka w filmie „Ok Dan Chun”. W kolejnych latach wystąpiła w takich produkcjach jak między innymi „Goryeojang” z 1963 czy „Seed Money” z 1967. Była również pierwszą koreańską modelką kosmetyków. Jej mężem był aktor Kim Jin-kyu, mieli wspólnie czworo dzieci; jednego syna i trzy córki (ich córka Kim Jin-ah oraz syn Kim Jin-geun są również aktorami). W 2000 założyła wytwórnie filmową NS21. W dorobku Kim Bo-ae miała również eseje oraz cztery tomiki poezji. W grudniu 2016 wykryto u niej guza mózgu. Zmarła 9 października 2017.